# Panavi
Panavi is een industrieel diepvriesbakkerijbedrijf, dat zich vooral richt naar de professionele bakker, met hoofdzetel in het Franse Torcé. Het werd in 1985 opgericht door René Ruello. Het is in Frankrijk marktleider in de sector van diepgevroren brood, viennoiserie en patisserie. In 2008 werd het eigendom van de Vandemoortele Groep uit het Belgische Izegem.

## Verkoop
Voordien bezat Ruello 60% van de aandelen, Fortis Private Equity 30% en Edmond de Rotschild Investment Partners (EDRIP) 10%. Met Croustifrance was Vandemoortele al actief in Frankrijk, namelijk in Arras en Reims. Panavi zelf had in 2007 haar sectorgenoot Délices de la Tour overgenomen. Dit is gevestigd in Le Mans en gespecialiseerd in beignets, bevroren croissants en chocoladebroodjes. In 2007 bedroeg de omzet van Panavi € 310 miljoen en het stelde 2.000 mensen tewerk, dat meer dan 300.000 ton producten afleverde.
De overname van Panavi door Vandemoortele verliep door de economische en financiële crisis van 2008-2009 minder voordelig voor de Vanderemoortele Groep. Daardoor diende de groep op zoek te gaan naar nieuwe financiële middelen. Begin 2009 stelde ze de soja-divisie Alpro in de etalage, in juni 2009 werd dit laatste verkocht aan het Amerikaanse Dean Foods.